# Jürgen Hart
Jürgen Hart (* 20. September 1942 in Treuen; † 9. April 2002 in Leipzig) war ein deutscher Kabarettist und Sänger. Er war der Textdichter und Sänger des Liedes Sing, mei Sachse, sing.

## Leben
Jürgen Hart unternahm bereits während seiner Schulzeit in Auerbach/Vogtl. erste Kabarettversuche. Von 1963 bis 1967 absolvierte er an der Karl-Marx-Universität Leipzig ein Diplomlehrstudium (entspricht dem heutigen Studiengang Lehramt an Gymnasien) in den Fächern Deutsch und Musik. Hier entstand 1966 das Studentenkabarett „academixer“, das zunächst als freie Gruppe auf Tournee ging. Hart arbeitete 1967–1970 als Lehrer. Bis 1976 war er Leiter des Poetischen Theaters der Universität und wurde dann 1977 – als das Studentenkabarett in ein Berufskabarett umgewandelt wurde – Leiter der academixer, die in der Folge zu einem der beliebtesten Kabaretts der DDR wurden.

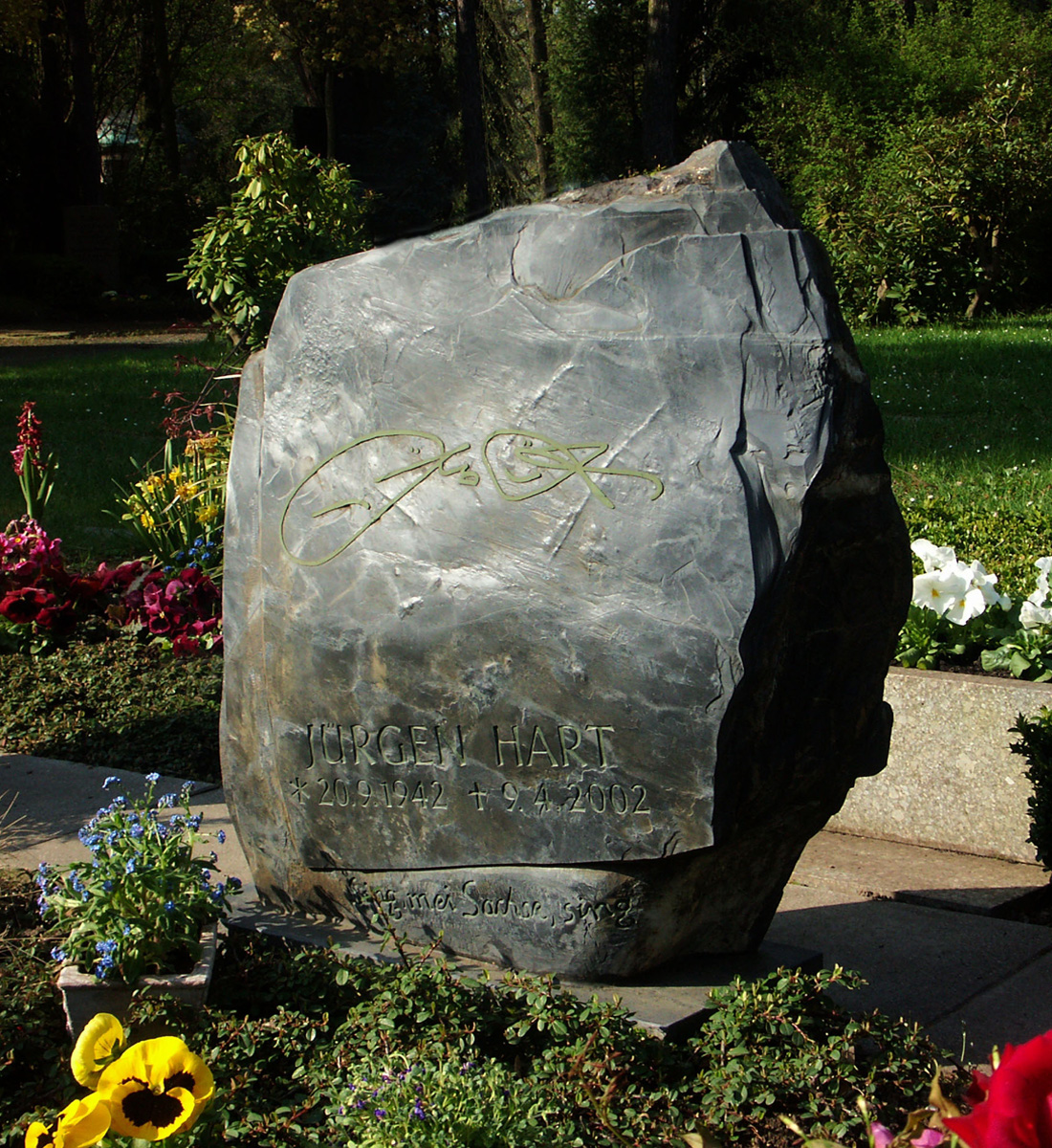
Jürgen Harts Grabstein auf dem Leipziger Südfriedhof (2009)

Nach 1990 trat Hart in Soloprogrammen zusammen mit seiner Frau Katrin Hart auf. Zunehmend war er als Schauspieler (Theaterdirektor Emanuel Striese in „Raub der Sabinerinnen“ am Münchner Volkstheater, Hauptrolle in Augen zu und durch – die unernste Geschichte Sachsens, seinem eigenen Stück am Schauspielhaus Chemnitz) und Autor (Die Oma im Kühlschrank (Krimi), Aus der Wichtelrepublik. Märchen ohne Grimm und Groll) in Erscheinung.
Er verfasste 40 Kabarettprogramme, die zum Teil auf Schallplatten erhalten sind. Viele seiner Szenen wurden von anderen Kabaretts nachgespielt, so von der Leipziger Pfeffermühle. Im März 2002 wurde Hart mit dem Sächsischen Verdienstorden geehrt. Wolfgang Schaller, der Chef des Dresdner Kabaretts „Herkuleskeule“, sagte: „von manch einem Jahrhundertdichter kennt niemand mehr eine Zeile, von Jürgen Hart dagegen bleibt sein Sing, mei Sachse, sing, das zum Volkslied geworden ist.“ Von dem 1979 veröffentlichten Lied, das Hart textete und Arndt Bause mit einer Melodie versah, wurden fast 200.000 Tonträger verkauft. Die 1980 bei Amiga erschienene LP Hart auf Hart enthielt elf Titel von Hart und Bause.
Jürgen Hart erkrankte im Oktober 2001 schwer an Knochenkrebs und verstarb ein halbes Jahr später im Alter von 59 Jahren daran. Sein Grab befindet sich auf dem Leipziger Südfriedhof an seinem Wunschplatz neben dem der sächsischen Mundartdichterin Lene Voigt.
Er war bis zu seinem Tod mit der Kabarettistin Katrin Hart verheiratet, die auch nach seinem Tod weiterhin Mitglied der Academixer ist. Auch seine beiden Töchter Angelika Hart und Elisabeth Hart traten dort auf.

## Diskografie
- Sing, mei Sachse, sing (Single) – 1979
- Hart auf Hart (LP) – 1980
- Arbeitswut (Single)  – 1985
- Ieberall sin Sachsen (EP) – 1989
- Ieberall sin Sachsen (Compilation) – 1990
- Hart an der Grenze (LP) – 1991
- Ieberall sin Sachsen (Compilation) – 1997

## Theater (Autor)
- 1982: Dichtung für Dämmerstunden – Regie: Christoph Bruck (Berliner Ensemble – Probebühne)

## Hörspiele
- 1991: Gerhard Rentzsch: Szenen aus deutschen Landen, eingeleitet und mit Zwischenberichten versehen über die Reise eines Mannes mit Pappkarton – Regie: Walter Niklaus (Hörspielreihe: Augenblickchen Nr. 4 – DS Kultur/BR)

## Filmdokumentation
- 2017: Lebensläufe: Jürgen Hart – Mehr als ein singender Sachse, Dokumentarfilm - Drehbuch und Regie: Heike Bittner

## Bücher
- 1995 Die unernste Geschichte Sachsens, Weymann Bauer, Leipzig
  - 2001 Aufbau-Taschenbuch Verlag
- 1996 Aus der Wichtelrepublik, Eulenspiegel Verlag
  - 2001 Heyne, Taschenbuch
- 1996 Felix aus der Asche, Eulenspiegel Verlag
- 1999 Die Oma im Kühlschrank – Ein Sommerkrimi, Eulenspiegel Verlag
- 2002 Ostproben, Hohenheim-Verlag